# Rambal
Alberto Alonso Blanco (Gijón, 1928 - Cimadevilla, 19 de abril de 1976), más conocido como Rambal, fue un transformista español que murió asesinado en Gijón.
Si bien durante su vida fue una figura muy querida en su barrio pero desconocida fuera de él, tras su asesinato se convirtió en un símbolo LGBT en Asturias, con numerosos homenajes y presencia en publicaciones periodísticas, literarias, musicales y cinematográficas.

## Biografía
Rambal era una figura muy popular y querida en Cimadevilla, el tradicional barrio pescador de Gijón, Asturias. Su día a día transcurría en el barrio, donde montaba escenarios improvisados en la calle y pasaba horas haciendo coladas junto a las mujeres en el lavadero común.
Por su carácter artístico recibió el apodo de Rambal, en referencia al actor español Enrique Rambal, popular entonces por la película El mártir del calvario. Rambal vivió con naturalidad su homosexualidad, que era ampliamente conocida en el barrio, a pesar de la represión franquista. Pasado un tiempo, comenzó a actuar como transformista en bares de su barrio natal, interpretando canciones de figuras como Marifé de Triana.

## Asesinato
Fue asesinado la noche del 19 de abril de 1976 en el barrio de Cimadevilla. El crimen conmocionó a la ciudad de Gijón y causó un gran impacto entre los habitantes del barrio de Cimadevilla, que lo despidieron en el campo Valdés a la vez que exigían justicia.
El asesinato de Rambal sigue sin resolverse judicialmente, aunque la policía de Gijón considera que el crimen fue cometido por dos vecinos de la ciudad de Gijón. Su cadáver presentaba múltiples heridas por apuñalamiento. Apareció semidesnudo, y los asesinos incendiaron su casa para borrar huellas.

## Publicaciones literarias
En 1986, el escritor Vicente García Oliva publicó el libro L'aire de les castañes que abordaba la vida y asesinato de Rambal. Un año después, el escritor asturiano Pablo Antón Marín Estrada obtuvo el premio Xosefa Xovellanos por la novela La ciudá encarnada, ambientada en el franquismo e inspirada en el asesinato de Rambal. En el año 2000, el escritor Pachi Poncela narró la historia del asesinato de Rambal en su libro Gijón. Crónica Negra.
En 2016, el escritor y periodista Miguel Barrero relató la historia de Rambal y su asesinato en su libro La tinta del calamar. Tragedia y mito de Rambal por el que ganó el Premio Rodolfo Walsh a mejor obra de no ficción de género negro en la Semana Negra de Gijón. Dos años después, la escritora, historiadora y documentalista Pilar Sánchez Vicente mencionaba a Rambal en su libro Mujeres Errantes. En 2019, el escritor Diego Medrano publicó la novela El raro crimen de Rambal que habla sobre la figura de Alberto Alonso.

## Música
En 2019, el cantante asturiano Pablo und Destruktion mencionaba a Rambal en su canción Gijón: “en el puerto de Gijón ahí andaba Rambal / por las noches de hembra, por el día chaval / Bromas, sexo y delito, verdadera bondad / Mucho más que un marica, un héroe nacional”.
En 2019, el cantante asturiano Rodrigo Cuevas incluyó en su disco Manual de Cortejo, producido por Raül Refree, una canción titulada «Rambalín», que homenajea la figura del transformista y en la que interviene el Coro Minero de Turón. También se incluye la voz de La Tarabica, otro personaje del barrio de Cimadevilla de Gijón, que narra su visión de la historia de Rambal y que ha sido extraída del Archivo de Fuentes Orales para la Historia Social de Asturias. En abril de 2020, con motivo del cuarenta y cuatro aniversario del asesinato de Rambal, y durante el periodo de confinamiento por la pandemia de COVID-19, Rodrigo Cuevas y los músicos Mapi Quintana, Rubén Bada, Tino Cuesta y Juanjo Díaz grabaron el vídeo Rambalín en cuarentena desde sus propias casas. Las ilustraciones que acompañan a la música son de la pintora y cantante Leticia Baselgas.

## Cine
En 1999 la guionista española Eva Lesmes ganó el Premio Pilar Miró al mejor guion para televisión por el filme A simple vista, adaptado de la novela L'aire de les castañes sobre Rambal.
En 2019 el cineasta asturiano José Fernández Riveiro rodó el cortometraje documental Si yo hablara en el que se narra la historia y asesinato de Rambal. En 2022 se estrenó el documental Rambal, de Mar González Villanueva, que se presentó a certámenes como DocsBarcelona, y la obra de teatro del mismo nombre, de Javier Fuente.

## Homenajes

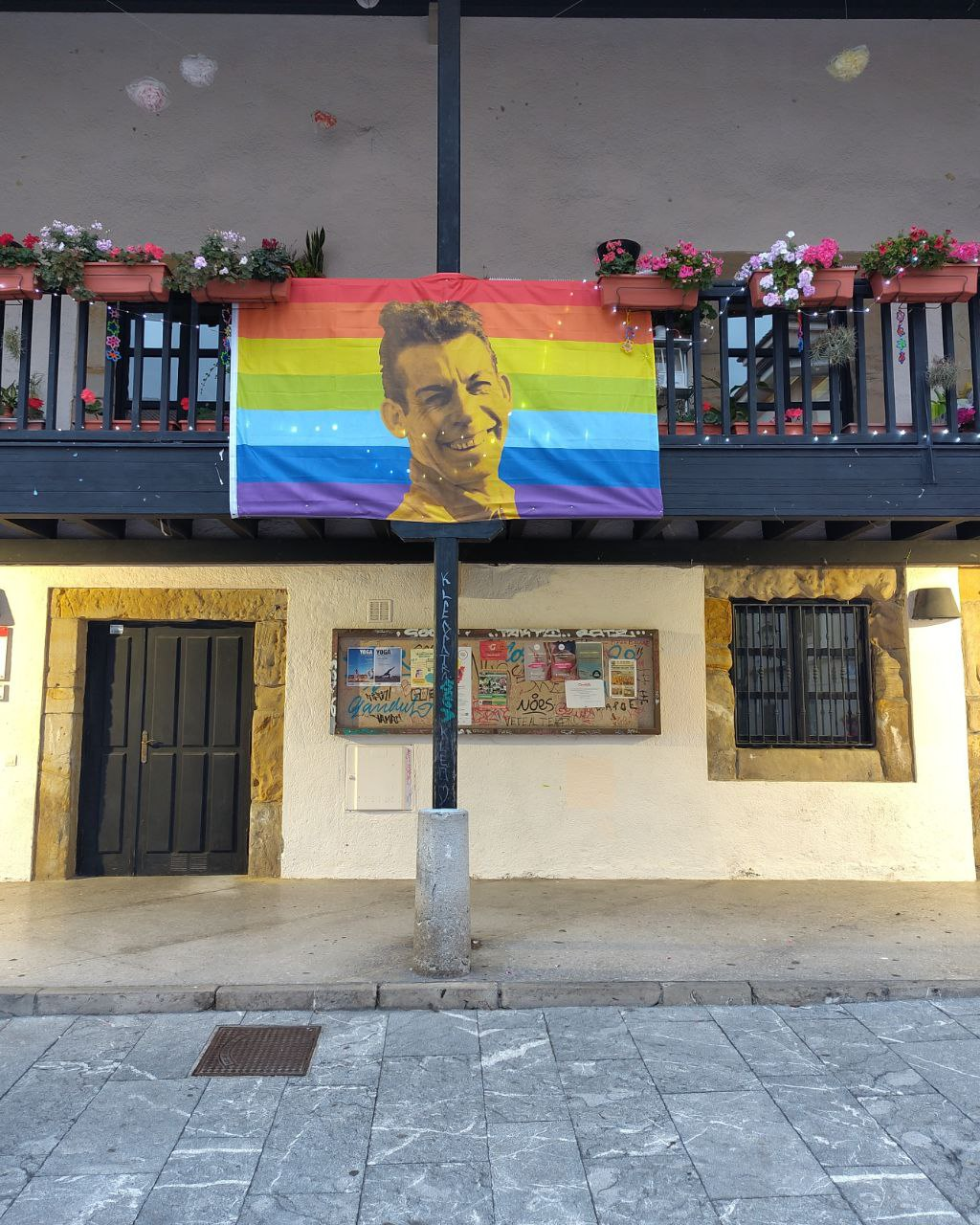
Bandera LGTBI con una fotografía de Rambal, en el balcón de la Casa del Chino, en Cimadevilla.

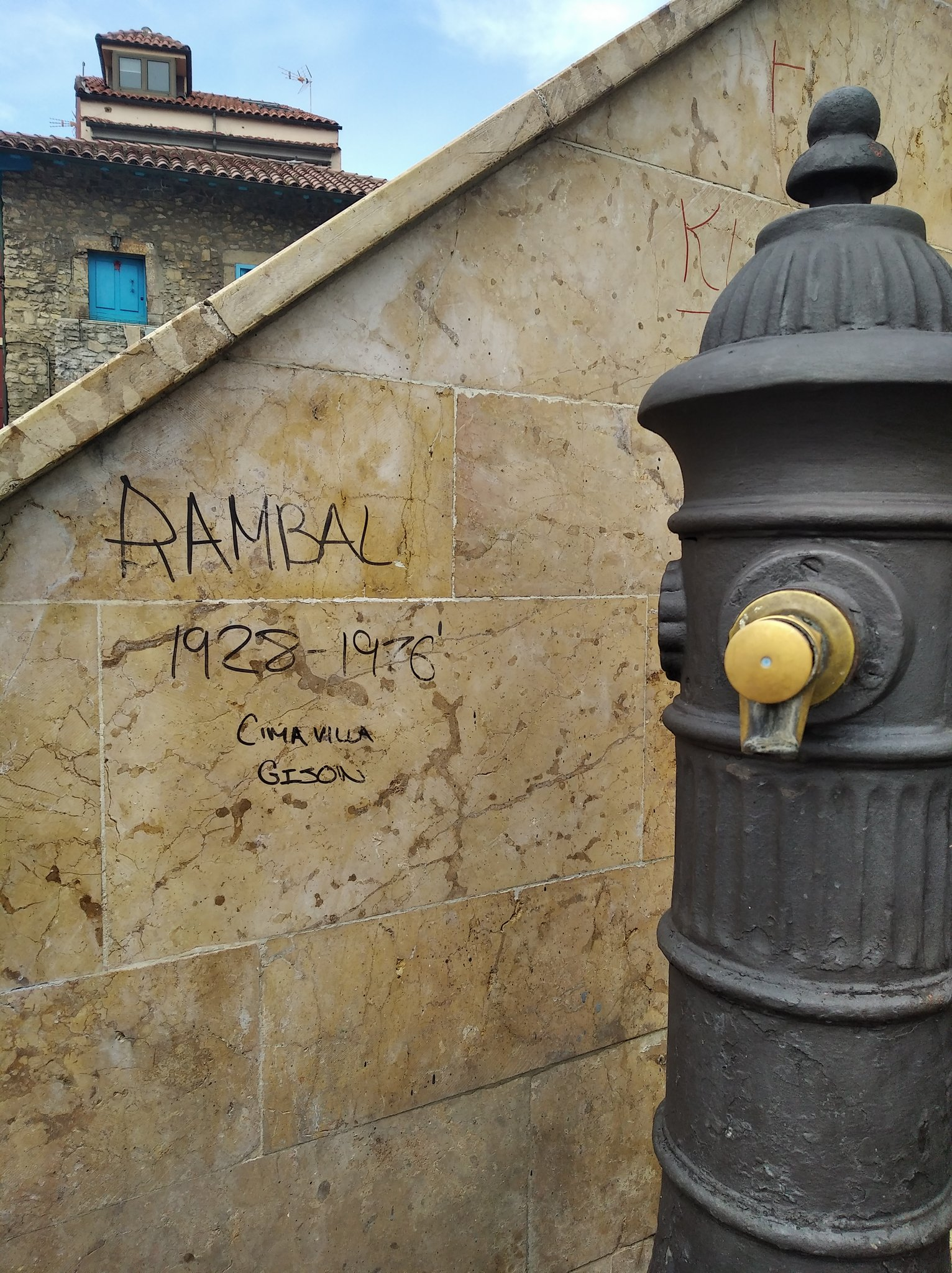
Frente a la casa de Rambal - detalle

La plaza del Periodista Arturo Arias, en Gijón, recuerda en una placa a Alberto Alonso Blanco, Rambal. El Festival Internacional de Cine de Gijón (FICX) creó el Premio Rambal, con un jurado formado por miembros de la Asociación XEGA (Xente LGTB Astur).
Durante el pregón del carnaval gijonés de 2020, el Antroxu, la compañía Higiénico Papel Teatro rindió un homenaje a Rambal y a su madre, Concha "la guapa", al disfrazarse como estos personajes. Ese mismo año varios representantes del panorama cultural asturiano propusieron que se denominara al centro cultural de La Tabacalera de Gijón con el nombre de Rambal. Esta iniciativa fue impulsada por el bailarín gijonés Pablo Dávila, junto a los músicos Igor Paskual y Rodrigo Cuevas, los escritores Inaciu Galán y Pilar Sánchez Vicente y personas del ámbito teatral como Alberto Rodríguez, Carlos Dávila o Eduardo Antuña.
En 2021, con motivo del 45 aniversario del asesinato de Rambal, la asociación Faciendo Camín instaló un buzón de cumbres que tenía la forma del antiguo lavadero de Cimadevilla en su honor.
El 22 de abril de 2023 se instaló una escultura en homenaje a Rambal en la plaza Arturo Arias (popularmente conocida como la Plaza del Lavaderu) de Cimadevilla, en Gijón. Creada por Miguel Arrontes, la estatua fue situada enfrente de la casa en la que vivía Rambal y le muestra levantando un caldero con ropa. Se realizó un acto de inauguración organizado por la Fundación Municipal de Cultura y la Asociación de Vecinos de Cimadevilla al que asistieron cientos de personas además de otras personalidades como el artista Rodrigo Cuevas o la propia hermana Rambal, Rosa.